# Proteazy
Proteazy, peptydazy, enzymy proteolityczne (EC 3.4) – podklasa enzymów z klasy hydrolaz katalizujących proteolizę, czyli hydrolizę wiązań peptydowych.

## Podział ze względu na rodzaj hydrolizowanych wiązań
Wyróżnia się:
- endopeptydazy, które rozcinają wiązania peptydowe wewnątrz łańcucha peptydowego
- egzopeptydazy, które odcinają pojedyncze aminokwasy od końców łańcucha peptydowego

Termin proteinaza - aczkolwiek często używany jako synonim terminów proteaza i  peptydaza - zwykle oznacza endopeptydazę.

## Podział ze względu na rodzaj mechanizmu hydrolizy (jako katalizatorów)
Wyróżnia się:
- proteazy serynowe
- proteazy cysteinowe
- proteazy aspartylowe
- metaloproteazy
- proteazy treoninowe[3]

## Inhibitory proteaz
Substancje hamujące aktywność proteaz to inhibitory proteaz.